# Кужбушки
Кужбу́шки, (нім. Kunstbuch, мистецька книга) — наставницько-педагогічний графічний матеріал, альбоми, що слугували взірцем українським іконописцям у 17 століття. Цей термін ввів у вжиток мистецтвознавець М. П. Істомін.
У своїй основі, кужбушки містили західно-європейські ілюстровані видання того часу. Це були збірки взірців не тільки іконопису, але й проектів декоративно-літургічного мистецтва, жанрові сценки, пейзажів, церковного начиння та прикрас.
Перші кужбушки датуються 1720-ми роками. Пропоновані вправи в них дозволяють показати процес навчання малювання. Спочатку учні копіювали людські фігури в різних позах, частини тіла. Також виконували малюнки людських скелетів, птахів та тварин. Наступним етапом було копіювання серій історичних портретів з гравюр, що відтворювали західноєвропейських володарів.
Збережені кужбушки (наприклад, з Києво-Печерської лаври) допомагають при датуванні ікон, та вважаються своєрідними енциклопедіями українського мистецтва відповідних періодів. На деяких з них є записи учнів (запитання до тексту, про конфлікти між наставниками і учнями).